# Bitwa pod Połockiem (1919)

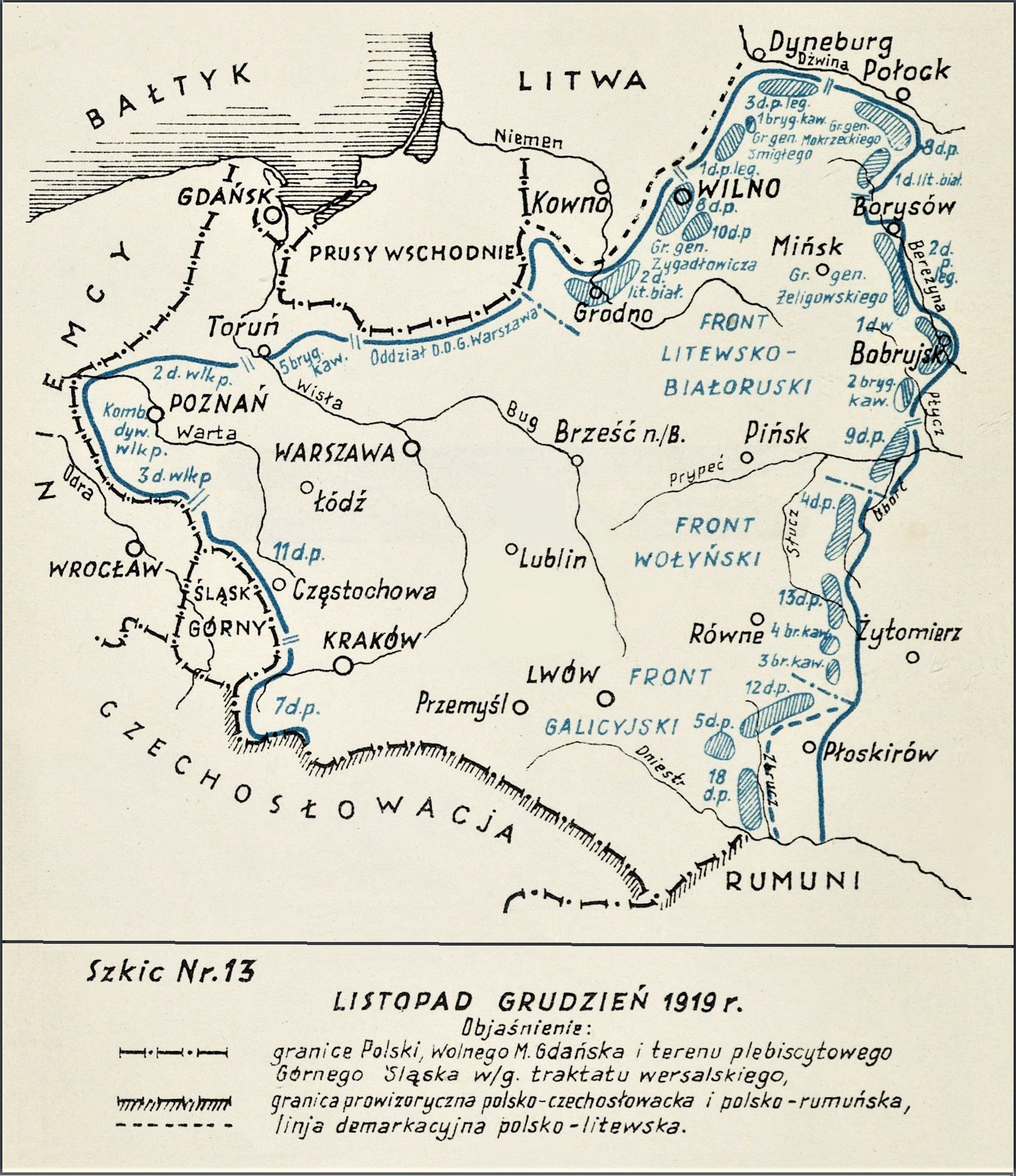
Adam Przybylski,
Wojna Polska 1918–1921

Bitwa pod Połockiem – walki polskiej 8 Dywizji Piechoty gen. Stefana Mokrzeckiego z oddziałami łotewskimi Armii Czerwonej oraz sowieckimi 53. i 17 Dywizją Strzelców toczone w pierwszym roku wojny polsko-bolszewickiej.

## Geneza
Latem 1919 Wojsko Polskie realizowało szeroko zakrojoną operację zaczepną, której celem było opanowanie Mińska, Borysowa, Bobrujska i oparcie frontu o linię rzek Dźwiny i Berezyny. W jej wyniku na północy oddziały polskie na przełomie sierpnia i września dotarły do Dźwiny. Przeciwnik utrzymał jednak silne przedmościa pod Dyneburgiem, Krasławiem i Dryssą.
Dowódca Frontu Litewsko-Białoruskiego gen. Stanisław Szeptycki podzielił front nad Dźwiną na dwa odcinki. Odcinka wschodniego, osłaniającego kierunek z Połocka do Dzisny i biegnącego dalej wzdłuż Auty do jeziora Żado, broniła 8 Dywizja Piechoty gen. Stefana Mokrzeckiego. Na północnym wschodzie dywizja graniczyła z 1 Dywizją Piechoty Legionów, na północnym zachodzie z 1 Brygadą Jazdy płk. Władysława Beliny-Prażmowskiego.

## Walczące wojska
| Jednostka                       | Dowódca                  | Podporządkowanie |
| Wojsko Polskie                  |                          |                  |
| Front Litewsko-Białoruski       | gen. Stanisław Szeptycki | NDWP             |
| ⇒ 8 Dywizja Piechoty            | gen. Stefan Mokrzecki    | grupa wschodnia  |
| XVI Brygada Piechoty            | płk Bolesław Jaźwiński   | grupa wschodnia  |
| → 21 pułk piechoty              |                          | grupa wschodnia  |
| → 24 pułk piechoty              |                          | grupa wschodnia  |
| → 33 pułk piechoty              |                          | grupa wschodnia  |
| → 1/8 pułku artylerii polowej   |                          | grupa wschodnia  |
| → grupa wielkopolska            | gen. Daniel Konarzewski  | grupa wschodnia  |
| 2 pułk strzelców wielkopolskich |                          |                  |
| dwie baterie artyleriiciężkiej  |                          |                  |
| Armia Czerwona                  |                          |                  |
| 16 Armia                        | komarm. Nikołaj Sołłohub |                  |
| ⇒ 17 Dywizja Strzelców          |                          |                  |
| ⇒ 52 Dywizja Strzelców          |                          |                  |
| → 461, 463 i 464 ps             |                          |                  |
| 15 Armia                        |                          |                  |
| ⇒ 11 Dywizja Strzelców          |                          |                  |
| → 91, 92, 93. 94, 95 i 90(?) ps |                          |                  |
| ⇒ 53 Dywizja Strzelców          |                          |                  |

## Walki pod Połockiem

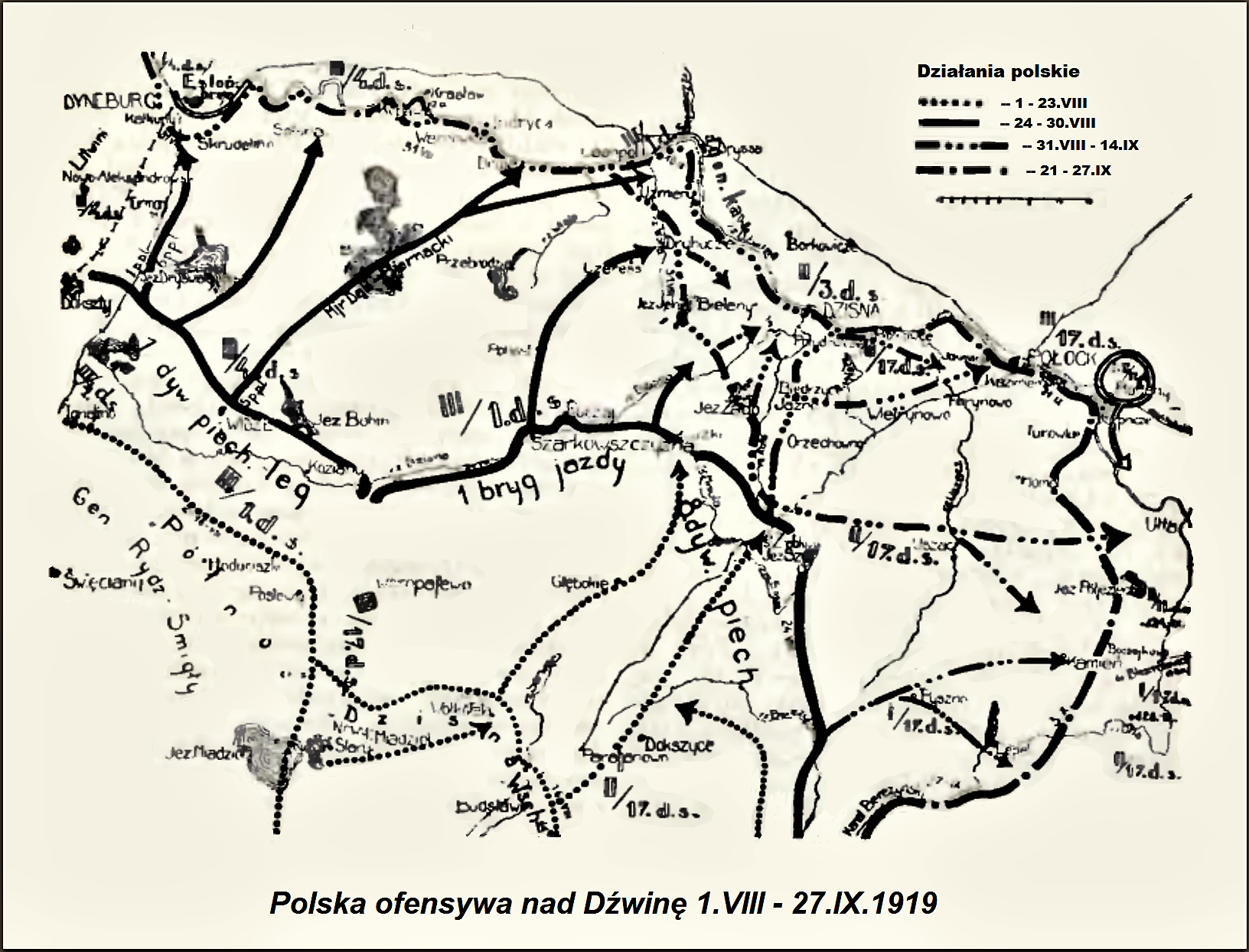
Otton Laskowski (red.),
Encyklopedja wojskowa, T. 2

W końcu sierpnia 1919 w rejon działania Frontu Litewsko-Białoruskiego gen. Stanisława Szeptyckiego zaczęły przybywać transporty z oddziałami 8 Dywizji Piechoty. Do 3 września pod Parafianowem dowódca 8 Dywizji gen. Stefan Mokrzecki do swojej dyspozycji posiadał już dowództwo XVI Brygady Piechoty, 21 pułk piechoty bez II batalionu, 24 pułk piechoty, 33 pułk piechoty bez I batalionu, 1 baterię 8 pułku artylerii polowej. Stacjonowały tu także 2 i 3 bateria 1 pułku artylerii polowej Legionów, 7 pułk ułanów oraz zdobyty na Sowietach i przemianowany pociąg pancerny „Śmiały–Szeroki". Bezpośrednio po przybyciu oddziałów, dowódca dywizji organizował obronę odcinka wschodniego w myśl wytycznych dowódcy frontu gen. Szeptyckiego. Przed stanowiskami 8 Dywizji Piechoty stała sowiecka 17 Dywizja Strzelców oraz „czerwone” oddziały łotewskie. 
Sowieci po porażkach poniesionych w walkach z 1 Dywizją Piechoty Legionów i 1 Brygadą Jazdy zachowywali się raczej biernie, ograniczając się do osłony kierunku na Połock i umacniania frontu na linii jezior Jazno - Dołhe - Szo. Dopiero w pierwszych dniach września sowiecka 17 Dywizja Strzelców rozpoczęła natarcie na styku między polskimi 1 DP Leg. i 8 DP. W związku z powodzeniem sowieckiego natarcia, gen. Szeptycki wzmocnił 8 Dywizję Piechoty oddziałami Grupy Wielkopolskiej pod dowództwem gen. Daniela Konarzewskiego w składzie dwa bataliony 2 pułku Strzelców Wielkopolskich i dwie (cztery) baterie artylerii. Do czasu wejścia do walki grupy wielkopolskiej oddziały 1 DP Leg. i 1 BJ zatrzymały uderzenie sowieckie, następnie odrzuciły przeciwnika za Dźwinę, a 14 września 1 Brygada Jazdy, wsparta oddziałami 8 Dywizji Piechoty, opanowała Dzisnę. Po zakończeniu koncentracji grupy wielkopolskiej i przybyciu z Wilna macierzystego 13 pułku piechoty, 8 Dywizja Piechoty rozpoczęła natarcie na Połock i Lepel. 
Po ciężkich walkach z oddziałami sowieckiej 17 Dywizji Strzelców sforsowano Naczę i Uszacz, a 21 września opanowano położone na lewym brzegu Dźwiny przedmieście Połocka - Jekimanię. Nie udało się jednak utworzyć przedmościa na prawym brzegu rzeki. Na drugim kierunku oddziały 8 DP zlikwidowały sowiecki przyczółek mostowy i opanowały Ułłę. W następnych tygodniach dowództwo sowieckie wprowadziło do walki 53 Dywizję Strzelców. Jej podstawowym zadaniem było odzyskanie lewobrzeżnej części Połocka oraz odepchnięcie Polaków od Dźwiny. 4 i 5 października bez powodzenia atakowały 91, 92, 95 i 93 pułki strzelców, a 9 października uderzyło zgrupowanie powiększone o 90 i 94 pułk strzelców. Przed frontem 8 Dywizji Piechoty stwierdzono też obecność 461, 463 i 464 ps, ściągniętych z rejonu Borysowa.
21 października  na odcinku III/33 pułku piechoty zaatakował skutecznie sowiecki „warszawski” pułk strzelców i zmusił polski pułk do opuszczenia Uszaczy i wycofania się na linię Auty i jeziora Dołhe. Ruch do tyłu spowodował także cofnięcie się na linię jezior 21 pułku piechoty, a Sowieci odzyskali Jekimanię i utworzyli własne przedmoście na lewym brzegu Dźwiny. Dopiero  4 listopada  przeciwnatarcie połączonych sił 8 Dywizji Piechoty oraz 5 i 6 pułku piechoty z 1 Dywizji Piechoty Legionów doprowadziło do odzyskania rubieży Dźwiny pod Połockiem.

## Upamiętnienie
- Na lewym ramieniu krzyża kawalerskiego sztandaru 1 pułku artylerii ciężkiej znajduje się wyhaftowana nazwa i data bitwy „Zorzanka 3 X 1919” i „Połock 5 XI 1919”[16].